# Ritratto di James Stuart, duca di Lennox e Richmond
Van Dyck ritrae in questo dipinto un cugino del re d'Inghilterra Carlo I, James Stuart, duca di Lennox e Richmond. L'artista fiammingo ritrasse molte volte il Duca, che in questa versione, certamente la più celebre, indossa un abito con le insegne dell'Ordine della Giarrettiera, di cui era membro, ed accarezza un levriero.
La famiglia del Duca era molto vicina alla causa realista ed i due fratelli minori di James Stuart, John e Bernard, persero la vita in uno scontro campale contro le truppe dell'esercito repubblicano di Oliver Cromwell. Van Dyck fece in tempo a ritrarli nel celebre dipinto Ritratto di Lord John e Lord Bernard Stuart.